# Quish
Quish ou Kish est le fils d'Abiel de la tribu de Benjamin et du clan de Matri. C'est un homme fort et vaillant qui est un grand possesseur d'ânesses. Il envoie Saül, le fils de son neveu Quish, chercher ses ânesses égarées, mais Quish ne les récupèrera jamais, car en chemin, Saül rencontrera le prophète Samuel qui le fera roi d'Israël.

## Frères de Quish
Quish a pour frères : Abdôn,, Tsour,, Baal,, Ner,, Nadab,, Guedor,, Ahio,, Zéker ou Zekaria, Miqloth.